# Anafi
Anafi (druhý pád Anafi) (řecky Ανάφη) je řecký ostrov ve východní části souostroví Kyklady v Egejském moři. Spolu se třemi neobydlenými ostrůvky tvoří stejnojmennou obec. Ostrov Anafi má rozlohu 38,636 km² a obec 40,37 km². Nachází se 15 km východně od ostrova Santorini. Obec je součástí regionální jednotky Théra v kraji Jižní Egeis.

## Obyvatelstvo
V roce 2011 žilo v obci 271 obyvatel, přičemž většina obývala hlavní město Anafi. Celý ostrov tvoří jednu obec, která se nečlení na obecní jednotky a komunity a skládá se přímo ze 3 sídel a 3 neobydlených ostrůvků. V závorkách je uveden počet obyvatel jednotlivých sídel.
- obec, obecní jednotka a komunita Anafi (271)
  - sídla na hlavním ostrově — Anafi (256), Klisidi (12), Ormos Agios Nikolaos (3) - neobydlené ostrůvky — Ftena (0), Makra (0), Pachia (0).

## Historie
Ve starověku byl ostrov zasvěcen Apollónovi; podle legendy vznikl tak, že Argonauti byli na své plavbě zastiženi bouří, bůh vyslyšel jejich modlitby a nechal pro ně vynořit se z moře ostrov, na kterém našli útočiště: jeho název pochází z výrazu ἀνέφηνεν, což znamená „objevil se“ (podle jiné verze znamená an ophis, tedy bez hadů). Ostrov obývali Féničané a od 9. století př. n. l. Dórové, v 5. stol. př. n. l. ho zabraly Athény. Ve středověku patřil Byzantincům a Benátčanům, v letech 1537–1830 byl součástí Osmanské říše. Do sedmdesátých let 20. století sloužil jako místo vyhnanství pro politické vězně.

## Turistika
Ostrovu se vyhnula masová turistika, nabízí proto klid a téměř prázdné pláže Klissidi a Roukounas, vnitrozemí je ideální pro pěší turistiku. Hlavní atrakcí je Kalamos, s výškou 460 m po Gibraltaru druhý nejvyšší útes Evropy. Významnou památkou je pravoslavný klášter Kalamiotissa, na ostrově se nacházejí i antické vykopávky. Hlavními produkty Anafi jsou med, olivový olej a rukodělné výrobky. Ostrov má poštu, školu, zdravotní středisko, policejní stanici a heliport, ze Santorini sem jezdí trajekt.